# Pavol Spitzkopf
Pavol Spitzkopf-Urban, nebo Paul Spitzkopf starší (* datum narození a smrti není znám) byl spišskoněmecký horský vůdce.
První výstupy na vysokotatranské štíty uskutečnil s mnoha horolezci. Často byl společníkem Karla Englische, se kterým udělal prvovýstup na Velké a Prostredné Solisko ( 1903 ), Vyšnú a Prostrednú Soliskovú štrbinu a Soliskovú lávku. S Karlem Jordánem jako první v zimě 1904 vystoupili na Prostredný hrot. V zimních podmínkách 11. dubna 1903 spolu s Harrym Bercelim, Karlem Jordánem a horským vůdcem Janem Franzem st. jako první vystoupili na Vysokú. V zimě 26. prosince 1906 Imre Vajanka, Jan Breuer ml. a Pavel Spitzkopf udělali prvovýstup na Baranie sedlo a s Januszom Chmielowskim jako první v zimě 1905 vystoupili na Gerlach. V roce 1907 spolu s Ferencem Kienastom a Janem Breuerem 8. srpna 1907 byli první, kteří prošli z východu na západ přes Batizovský hrebeň.
Pavel Spitzkopf patřil do velké rodiny Spitzkopfovej, z níž pocházelo několik horských vůdců, kteří provedli vysokotatranské prvovýstupy. Historické prameny o této rodině pocházejí víceméně z poloviny 19. století. Nejznámější z ní je Martin Spitzkopf-Urban. Spolu s horským vůdcem Janom Stillom, Jánom Gellhoffom, stavitelem z Velké, a dvěma dalšími neznámými lovci kamzíků v roce 1874 vystoupili na Gerlachovský štít. Horskými vůdci z této rodiny byly také Matthias-Schmied, Pavel, Andreas a Johann, později Pavel Spitzkopf mladší, Pavel Spitzkopf starší (oba s přídomkem Urban), Jakub i Walter Spitzkopfovci.